# Villar de Torre
Villar de Torre är en kommun i Spanien.  Den ligger i den autonoma regionen La Rioja i norra delen av landet, 230 km nordost om huvudstaden Madrid. Antalet invånare är 147 (2024).